# Междуречье (Пензенская область)
Междуречье — село в Каменском районе Пензенской области. Административный центр Междуреченского сельсовета.

## География
Расположено в 40 км к югу от города Каменки по обоим берегам Юньги (правого притока р.Чембар). 

## История
Основано 4 августа 1717 г. как село Голодяевка помещиком Ф.А. Врасским (Вражским) на земле, купленной у нижнеломовца Ф. И. Малахова. В 1747 г. – д. Юнга, Голодяевка тож, Завального стана Пензенского уезда капитана Ивана Алексеевича Вражского, 50 ревизских душ (РГАДА, ф. 350, оп. 2, е.хр. 2542, лл. 517 об.-519 об.) и другими, всего 235 ревизских душ. В 1762 г. – сельцо Голодяевка «на речке Юнге» четырех помещиков (Катерина Горсткина и др.), за ними 557 ревизских душ. С 1780 входило в состав Чембарского уезда Пензенской губернии. В 1782 г. сельцо Голодаевка и «деревни Киреевская и Елизаветина Николая Васильевича Киреевского, Ивана Николаевича Горсткина и Василия Богдановича Хвощинского», в них 141 двор, всей дачи – 14225 десятин, в том числе усадебной земли – 129 , пашни – 8456, сенных покосов – 4510, леса – 200; «сельцо на правом берегу речки Юнги и по обе стороны оврага Пустова, в коем пруд, да при двух озерках; два дома господских деревянных; деревня на левых сторонах речки Чернушки и ее отвершка; Земля – чернозем. урожай хлеба и травы средствен; лес дровяной; крестьяне на пашне». Также позднее  1782 г. сделана вставка: «По съемке состоят в поселении сельцо Голодаево, деревня Киреевская и сельцо Николаевка. В 1785 г. села Голодяевка и Архангельское (Вражское) показаны за Петром Ивановичем Горскиным (Горсткиным), у него в обоих селах 508 душ.
В середине 19 в. – сельцо Голодяевка. В 1877 г. – волостной центр, 211 дворов, лавка. Приходская Архангельская церковь находилась в с. Вражском. В 1896 г. – 218 дворов, при селе усадьба (купца?) Аносова – 2 двора, 29 муж. и 7 жен.; усадьба дворянки Елизаветы Николаевны Завьяловой – 1 жилое строение, 57 муж., 8 жен., за ней 742 дес. земли. В 1911 г. – волостной центр Чембарского уезда, 2 крестьянских общества, 258 дворов, церковь, земская школа, водяная мельница, 5 ветряных, 4 лавки. 
С 1928 года село являлось центром сельсовета Каменского района Пензенского округа Средне-Волжской области. С 1935 года в составе Свищевского района Куйбышевского края (с 1939 года — в составе Пензенской области). В 1955 г. – центр Голодяевского сельсовета Свищевского района, колхоз имени Андреева. С 1959 года в составе Каменского района. В 1960 году указом Президиума Верховного Совета РСФСР село  Голодяевка переименовано в Междуречье. Решением Пензенского облисполкома от 17.9.1975 г. в черту села включены населенные пункты Рендаревка (Рендаревский) и Королевка. В 1980-е гг. – центральная усадьба совхоза «Междуреченский».
До 2011 года в селе действовала основная общеобразовательная школа.

## Население
| 1747  | 1762  | 1782  | 1864  | 1877  | 1897  | 1911  |
| ----- | ----- | ----- | ----- | ----- | ----- | ----- |
| 470   | ↗1114 | ↗1153 | ↗1221 | ↗1260 | ↘1252 | ↗1451 |
| 1926  | 1930  | 1959  | 1979  | 1989  | 1996  | 2002  |
| ↗2053 | ↘1635 | ↘271  | ↗464  | ↘452  | ↗479  | ↘357  |
| 2010  |       |       |       |       |       |       |
| ↘336  |       |       |       |       |       |       |

## Инфраструктура
В селе имеются дом культуры, фельдшерско-акушерский пункт, отделение почтовой связи.

## Известные люди
В 1820-е бывал проездом герой Отечественной войны (1812) генерал-майор А.А. Габбе. В 1827-1828 в Голодяевке в своем родовом имении жил дворянин, титулярный, позднее – надворный советник, декабрист Иван Николаевич Горсткин. С 1921 по 1928 постоянно в селе жил живописец Алексей Алексеевич Ясинский. 